# Налакувара
Налакувара, также известный как Налакубара (санскр. नलकूबर) — персонаж индуистской и буддийской мифологии, а также брат Манибхадры, сын царя якшей Куберы (в буддизме под именем Вайшравана), муж Рамбхи и Ратнамалы. Налакувара часто появляется как трикстер в индуистской и буддийской литературе.

## Имена
В различных текстах на санскрите и пракрите для описания сына Куберы используются имена «Налакувара», «Налакувала», «Маюраджа», «Наракувера» и «Натакувера». Этот бог также появляется в китайских буддийских текстах как «Начжа», а позже как «Нэчжа», что является сокращённой формой слова «Налакувара».

## Мифология

### В индуизме

#### В Рамаяне
В Рамаяне, у Налакувары была первая жена Рамбха, которая была изнасилована дядей мужа, Раваной. В некоторых версиях Рамаяны Налакувара проклинает Равану так, что если Равана без разрешения прикоснется к любой женщине, все его головы взорвутся. Это проклятие защитило целомудрие Ситы, жены Рамы, после того как она была похищена Раваной.

#### В Бхагавата Пуране

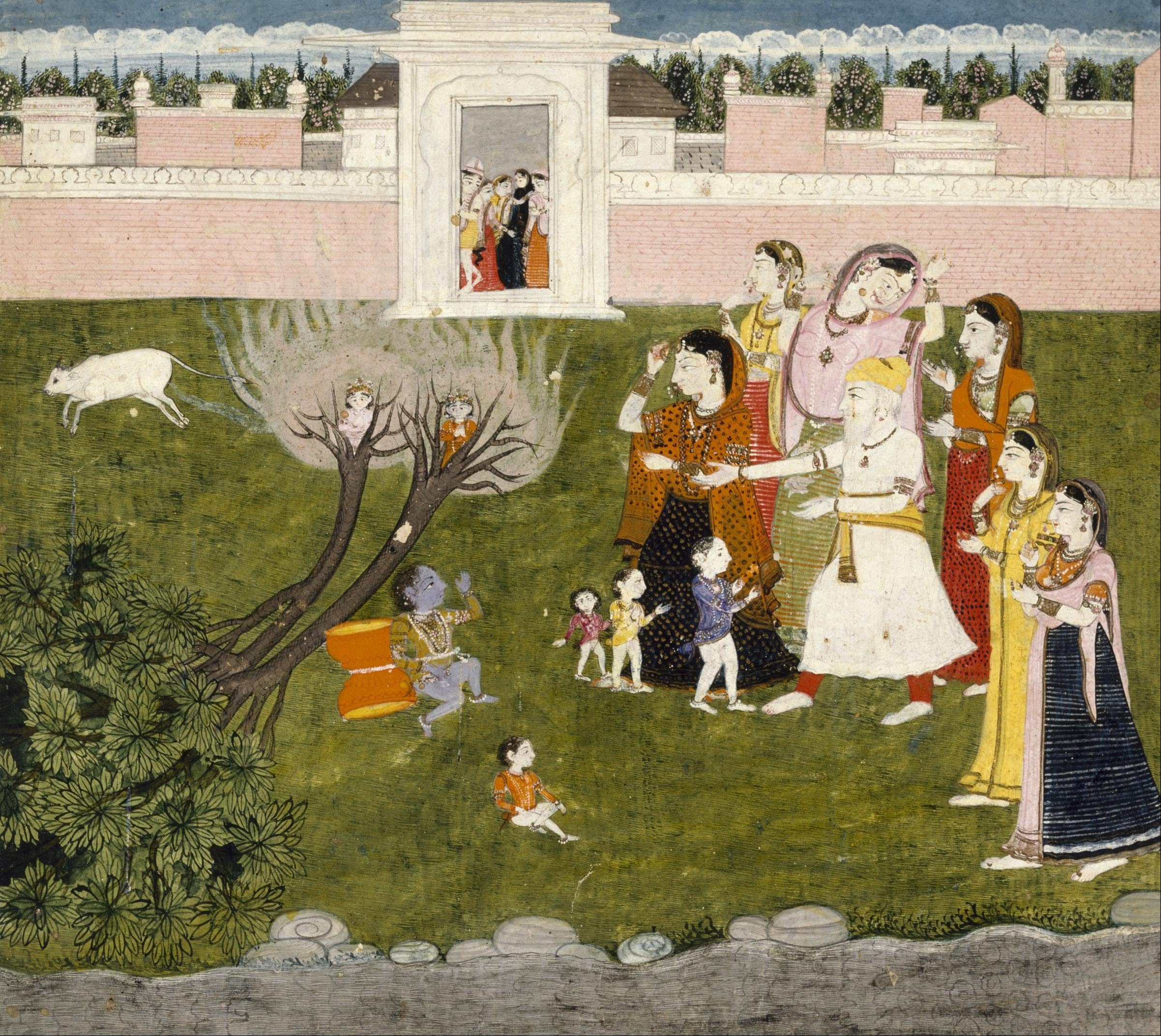
Кришна освобождает братьев от проклятия.

В «Бхагавата-пуране» Налакувара и его брат Манигрива прокляты мудрецом Нарадой и превращены в деревья. Позже их освобождает бог-ребёнок Кришна .
Налакувера и Манигрива развлекались в обнаженном виде в Ганге с небесными девами, когда Нарада прошёл мимо них для визита к Вишну. Увидев Нараду, девушки закрылись, а Налакувара и Манигрива были слишком пьяны, чтобы заметить Нараду, и не сдвинулись с места. По некоторым сведениям, Нарада пожалел братьев за то, что они тратили свои жизни напрасно из-за чрезмерного интереса к женщинам. Чтобы помочь братьям осознать свою ошибку, Нарада превратил их в два дерева Маруту. Нарада пожелал, чтобы братья через много лет встретились с Кришной, который смог бы освободить их от проклятия. В других источниках говорится, что Нарада был настолько оскорблен отсутствием достоинства и уважения у братьев, что превратил их в деревья. После того, как два брата умоляли Нараду не делать этого, он согласился, что они могут быть освобождены, если Кришна прикоснется к ним.

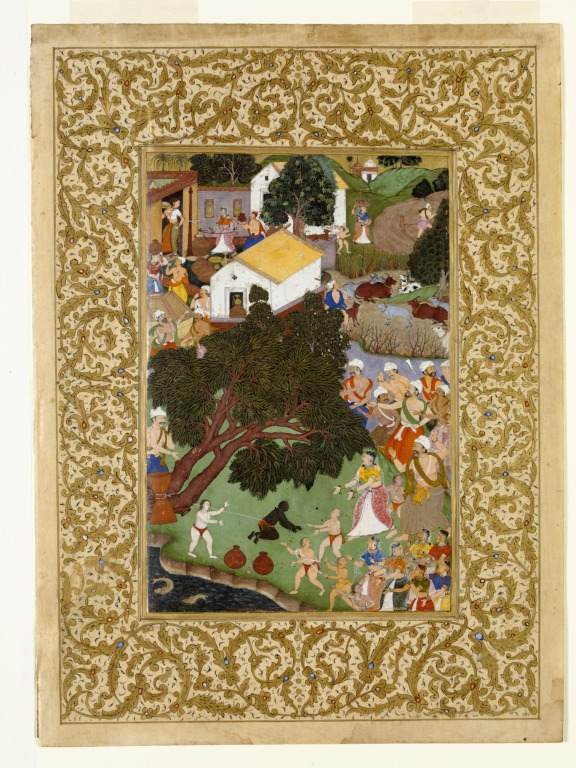
Кришна вырвал с корнем дерево

Много лет спустя, когда Кришна был во младенчестве, его мать Яшода привязала его к ступе за то, что он ел грязь. Кришна начал волочить ступку по земле, пока она не застряла между двумя деревьями. Этими деревьями оказались Налакувара и Манигрива, и при контакте с Кришной они вернулись в свою первоначальную форму. Затем братья поклонились Господу Кришне, извинились за свои предыдущие ошибки и ушли прочь.

### В буддизме
В рассказе Какати Джатаки Налакувара (здесь Натакувера) появляется как придворный музыкант царя из Бенареса. После того, как жена царя, царица Какати, была похищена Гарудой, царь Бенареса отправляет Натакуверу на её поиски. Натакувера прячется в оперении царя Гаруды, который несёт Натакуверу в свое гнездо. По прибытии и спасении Натакувера занимается сексом с царицей. После этого Натакувера вернулся в Бенарес на крыле Гаруды и сочинил песню, рассказывающую о его истории с Какати. Когда Гаруда слышит песню, он понимает, что его обманули, и приносит Какати домой к её мужу.
Тантрические мастера называли Налакувару командующим армией якшей Куберы. Он появляется в тантрическом тексте «Заклинание Великой Царицы Павлинов», в котором он изображен как героический полководец якшей и Налакувара лечит змеиные укусы. Некоторые версии «Заклинания Великой Царицы Павлинов» дают Налакуваре титул «Великого генерала якшей». Налакувара появляется в ещё двух других тантрических текстах: «Тантра Якши Нартакапары» и «Тантрические ритуалы великого генерала Якши Натакапары».

## Поклонение в Китае и Японии

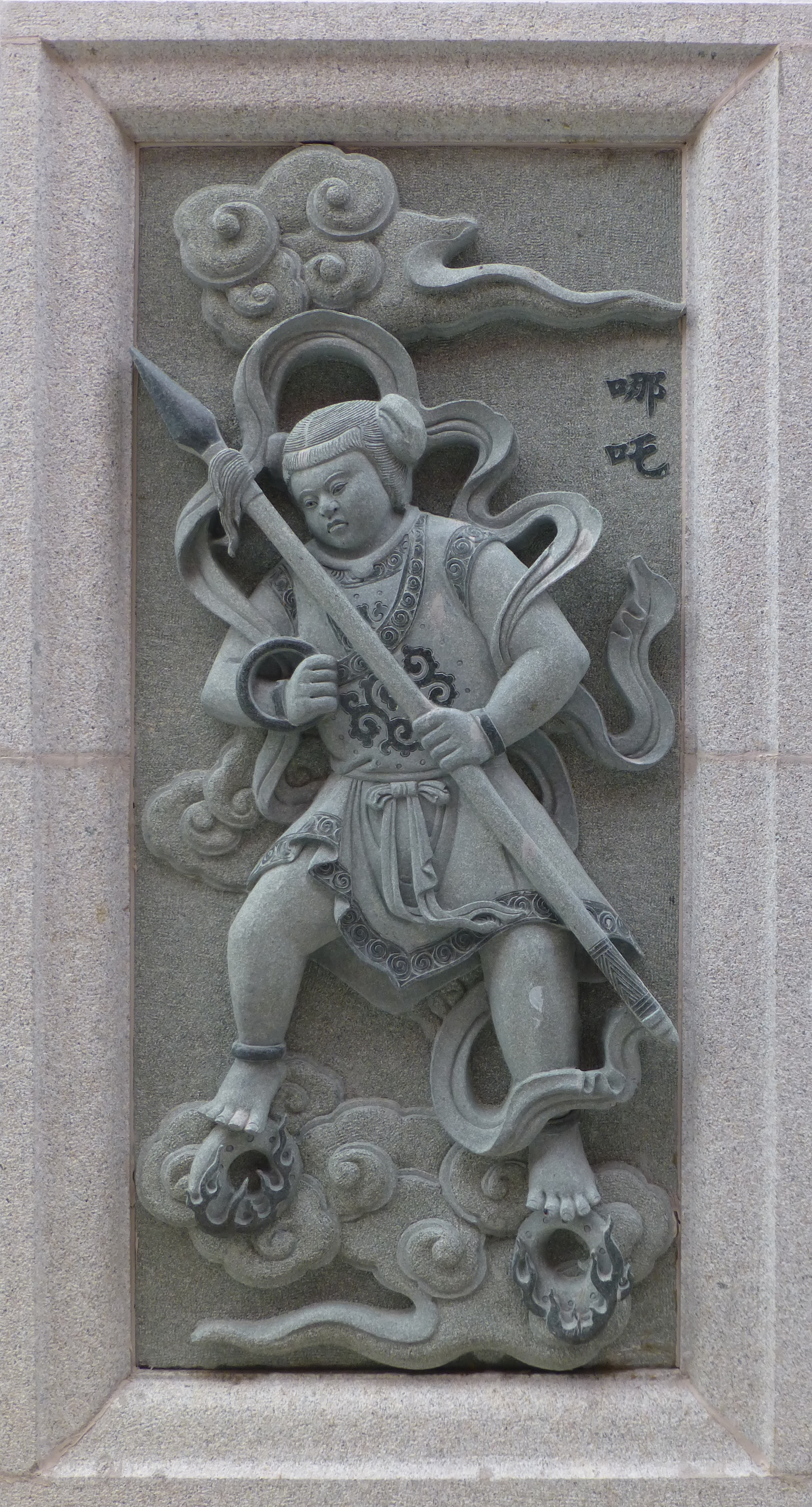
Нэчжа (слева) в Фэншен Яньи

Налакувара благодаря буддийским тесктам стал известен в Китае, где он получил имя Нэчжа (ранее известный как Начжа). В китайской мифологии Нэчжа — третий сын царя, поэтому многие люди также называли Нэчжа третьим царевичем. Нэчжа упоминают как «Маршала Центрального Алтаря».
По словам Меира Шахара, этимология слова «Нэчжа» показала, что это имя является укороченной (и немного искаженной) транскрипцией санскритского имени «Налакубара». Шахар предположил, что легенды, окружающие Нэчжу, представляют собой комбинацию персонажей Налакувары и бога-ребёнка Кришны (Бала-Кришны).
Нэчжа — также известное даосское божество в Японии. Японцы называют Нэчжа Натаку или Ната, что произошло от чтения «Путешествие на Запад».